# Sypna buruensis
Sypna buruensis là một loài bướm đêm trong họ Erebidae.